# 下北半島縦貫道路
下北半島縦貫道路（しもきたはんとうじゅうかんどうろ）は、青森県むつ市から上北郡七戸町に至る総延長約68 km（キロメートル）の地域高規格道路である。略称は下北道（しもきたどう）。
野辺地七戸道路を除き国道279号バイパスとして建設が進められており、2023年（令和5年）3月現在、むつ南バイパスのむつIC - むつ東通IC間 (3.4 km) と吹越・有戸北・有戸・野辺地バイパスの横浜吹越IC - 野辺地IC間 (25.3 km) が開通済みで、残りの区間も事業化されている。七戸町で東北縦貫自動車道八戸線と連絡する予定である。
全区間が自動車専用道路に指定されており、歩行者・自転車・軽車両・125 cc以下の二輪車は一切通行できない。 

## 各事業区間

### むつ南バイパス
- 起点 : 青森県むつ市田名部（むつIC）
- 終点 : 青森県むつ市奥内（むつ奥内IC）
- 総延長 : 8.7 km[2]
- 開通 : むつIC - むつ尻屋崎IC 2023年3月25日[3]、むつ東通IC - むつ奥内IC 2025年度開通予定[4]
- 整備主体 : 青森県（国補助事業）

### 奥内バイパス
- 起点 : 青森県むつ市奥内（むつ奥内IC）[5]
- 終点 : 青森県むつ市中野沢（むつ中野沢IC）[5]
- 総延長 : 11.0 km[5]
- 開通予定年度 : 未定
- 整備主体 : 青森県（国補助事業）

### 横浜北バイパス
- 起点 : 青森県むつ市中野沢（むつ中野沢IC）
- 終点 : 青森県上北郡横浜町横浜（横浜IC）
- 総延長 : 10.4 km[6]
- 開通予定年度 : 未定
- 整備主体 : 青森県（国補助事業）

### 横浜南バイパス
- 起点 : 青森県上北郡横浜町横浜（横浜IC）
- 終点 : 青森県上北郡横浜町吹越（横浜吹越IC）
- 総延長 : 7.0 km[7]
- 開通予定年度 : 2025年度[4]
- 整備主体 : 青森県（国補助事業）

### 吹越バイパス
- 起点 : 青森県上北郡横浜町吹越（横浜吹越IC）
- 終点 : 青森県上北郡六ヶ所村尾駮（六ヶ所IC）
- 総延長 : 5.8 km[8]
- 整備主体 : 青森県（国補助事業）

### 有戸北バイパス
- 起点 : 青森県上北郡六ヶ所村尾駮（六ヶ所IC）
- 終点 : 青森県上北郡野辺地町向田（野辺地北IC）
- 総延長 : 6.3 km[9]
- 整備主体 : 青森県（国補助事業）

### 有戸バイパス
- 起点 : 青森県上北郡野辺地町向田（野辺地北IC）
- 終点 : 青森県上北郡野辺地町有戸鳥井平（野辺地木明IC）
- 総延長 : 6.3 km

### 野辺地バイパス
- 起点 : 青森県上北郡野辺地町有戸鳥井平（野辺地木明IC）
- 終点 : 青森県上北郡野辺地町一ノ渡（野辺地IC）
- 総延長 : 6.9 km[10]
- 整備主体 : 青森県（国補助事業）

### 野辺地七戸道路
- 起点 : 青森県上北郡野辺地町一ノ渡（野辺地IC）[11]
- 終点 : 青森県上北郡七戸町後平（七戸北IC）[11]
- 総延長 : 約7.1 km[12][13]
- 開通予定年度 : 未定
- 整備主体 : 国土交通省東北地方整備局（国直轄国道）

本道路のみが国道4号として事業化された。途中のJCT（名称未定）では、青森県道242号後平青森線後平バイパス側（みちのく有料道路方面）が本線となり、野辺地方面とはランプで接続する構造を予定している。

## 歴史
- 1994年（平成6年）12月16日 : 計画路線指定[1]。
- 1995年（平成7年）4月28日 : 野辺地バイパス・有戸バイパス 整備区間指定[1]。
- 1999年（平成11年）12月17日 : 有戸北バイパス 整備区間指定[1]。
- 2003年（平成15年）9月26日 : むつ南バイパス 整備区間指定[1]。
- 2004年（平成16年）11月26日 : 野辺地北IC - 野辺地ハーフIC間開通[1]。
- 2005年（平成17年）12月2日 : 野辺地ハーフIC - 野辺地IC間開通[1]。
- 2009年（平成21年）3月13日 : 吹越バイパス 整備区間指定[1]。
- 2012年（平成24年）11月13日 : 六ケ所IC - 野辺地北IC間開通[1]。
- 2013年（平成25年）5月16日 : 横浜南バイパス 整備区間指定[1]。
- 2016年（平成28年）4月1日 : 横浜北バイパス 整備区間指定[1]。
- 2017年（平成29年）11月15日 : 横浜吹越IC - 六ヶ所IC間開通[15]。
- 2019年（令和元年）12月23日 : むつ尻屋崎IC - むつ東通IC間開通[16]。
- 2022年（令和4年）4月 : 野辺地七戸道路と奥内バイパスが事業化され、全線が事業化[17]。
- 2023年（令和5年）3月25日 : むつIC - むつ尻屋崎IC間開通[3]。

### 開通予定年度
- 2025年度 : むつ東通IC - むつ奥内IC （むつ南バイパス）
- 未定 : むつ奥内IC - むつ中野沢IC　（奥内バイパス）
- 未定 : むつ中野沢IC - 横浜IC　（横浜北バイパス）※一部区間（1.5km）が2025年度に開通予定
- 2025年度 : 横浜IC - 横浜吹越IC　（横浜南バイパス）
- 未定 : 野辺地IC - 七戸北IC　（野辺地七戸道路）

## インターチェンジなど
- 全区間青森県内に所在。
- インターチェンジ (IC) 番号欄の背景色が■である部分については道路が開通済みの区間を示している。
また、施設名欄の背景色が■である部分は施設が供用開始されていないか完成していない事を示す。
なお、未開通区間の名称は仮称である。
- 英略字は以下の項目を示す。
IC：インターチェンジ、JCT：ジャンクション

| IC番号 | 施設名         | 接続路線名                                          | 起点 から (km) | 備考                                      | 所在地 | 所在地   |
| ------ | -------------- | --------------------------------------------------- | -------------- | ----------------------------------------- | ------ | -------- |
|        | むつIC         | 国道338号（大湊バイパス） 国道279号（むつバイパス） | 0.0            |                                           | むつ市 | むつ市   |
|        | むつ尻屋崎IC   | 青森県道6号むつ尻屋崎線                             | 2.1            |                                           | むつ市 | むつ市   |
|        | むつ東通IC     | 国道338号                                           | 3.4            |                                           | むつ市 | むつ市   |
| -      | むつ奥内IC     | 国道279号（現道）                                   | 8.7            | 2025年度開通予定                          | むつ市 | むつ市   |
| -      | むつ中野沢IC   | 青森県道7号むつ東通線                               | 18.7           | 事業中                                    | むつ市 | むつ市   |
| -      | 横浜IC         | 青森県道179号泊陸奥横浜停車場線                     | 29.1           | 2025年度開通予定 道の駅よこはまに隣接予定 | 上北郡 | 横浜町   |
|        | 横浜吹越IC     | 国道279号（現道）                                   | 36.1           |                                           | 上北郡 | 横浜町   |
|        | 六ヶ所IC       | 村道原々種農場弥栄平線                              | 41.9           |                                           | 上北郡 | 六ヶ所村 |
|        | 野辺地北IC     | 青森県道180号尾駮有戸停車場線                       | 48.2           |                                           | 上北郡 | 野辺地町 |
|        | 野辺地木明IC   | 青森県道5号野辺地六ケ所線                           | 54.5           |                                           | 上北郡 | 野辺地町 |
|        | 野辺地ハーフIC |                                                     | 57.3           | 野辺地木明IC方面のみ                      | 上北郡 | 野辺地町 |
|        | 野辺地IC       | 国道4号（現道）                                     | 61.4           | ランプウェイは東北町内となる              | 上北郡 | 野辺地町 |
| -      | JCT            | 青森県道242号後平青森線（後平バイパス（事業中））   |                | 名称未定・事業中                          | 上北郡 | 七戸町   |
| -      | 七戸北IC       | E4A 上北自動車道（天間林道路） 国道4号（現道）      | 68.5           | 事業中                                    | 上北郡 | 七戸町   |

## 路線状況

### 車線・最高速度
| 区間                    | 車線 上下線=上り線+下り線          | 最高速度 |
| ----------------------- | ---------------------------------- | -------- |
| むつIC - むつ東通IC     | 2=1+1 （暫定2車線 中央分離帯付き） | 70 km/h  |
| 横浜吹越IC - 野辺地北IC | 2=1+1 （暫定2車線 中央分離帯付き） | 70 km/h  |
| 野辺地北IC - 野辺地IC   | 2=1+1 （暫定2車線）                | 70 km/h  |

## 交通量
24時間交通量（台） 道路交通センサス
| 区間                          | 平成17（2005）年度 | 平成22（2010）年度 | 平成27（2015）年度 |
| ----------------------------- | ------------------ | ------------------ | ------------------ |
| むつIC - むつ尻屋崎IC         | 調査当時未開通     | 調査当時未開通     | 調査当時未開通     |
| むつ尻屋崎IC - むつ東通IC     | 調査当時未開通     | 調査当時未開通     | 調査当時未開通     |
| むつ東通IC - 横浜吹越IC間     | 未開通             | 未開通             | 未開通             |
| 横浜吹越IC - 六ヶ所IC         | 調査当時未開通     | 調査当時未開通     | 調査当時未開通     |
| 六ヶ所IC - 野辺地北IC         | 調査当時未開通     | 調査当時未開通     | 3,163              |
| 野辺地北IC - 野辺地木明IC     | 1,745              | 3,082              | 4,998              |
| 野辺地木明IC - 野辺地ハーフIC | 2,626              | 4,166              | 6,132              |
| 野辺地ハーフIC - 野辺地IC     | 調査当時未開通     | 2,310              | 3,170              |
| 野辺地IC - 七戸北IC間         | 未開通             | 未開通             | 未開通             |

（出典：「平成22年度道路交通センサス」・「平成27年度全国道路・街路交通情勢調査」（国土交通省ホームページ）より一部データを抜粋して作成）
- 令和2年度に実施予定だった交通量調査は、新型コロナウイルスの影響で延期された[20]。

## 地理

### 通過する自治体
- 青森県
  - むつ市 - 上北郡横浜町 - 上北郡六ケ所村 - 上北郡野辺地町 - 上北郡東北町 - 上北郡七戸町

### 接続する高速道路
- 後平バイパス（名称未定のJCTで接続予定）
- E4A 上北自動車道（七戸北ICで直結予定）